# カルコサ・セリ・ネガラ
カルコサ・セリ・ネガラ (Carcosa Seri Negara) は、マレーシアのクアラルンプールのペルダナ植物園内の隣接する2つの丘にある住居。
もともとマラヤの英国高等弁務官の公邸とゲストハウスとして建てられ、現在はマレーシア政府によって所有されています。この名称は、敷地内にある2つの植民地時代の邸宅、カルコサ(1898年完成)と名付けられた住居と、現在はセリ・ネガラ(1913年)と名付けられたゲストハウスを組み合わせたもの。
建物はマレーシアの独立運動で際立っており、そこでいくつかの会議が開催された。1957年の独立以来、1989年まで高官を訪問するための住居として使用され、2015年まで高級ホテルとして使用された。2017年以来、博物館として使用されている。

## 設計
カルコサ・セリ・ネガラは、大きなカルコサと小さなセリ・ネガラ（または王の家）の2つの建物を指す。

### カルコサ
カルコサ邸宅は1896年から1897年にかけて、マレー連合州総督の初代英国高等弁務官であるフランク・スウェッテナム卿の公邸として建てられた。セランゴール州公共事業局の州技師チャールズ・エドウィン・スプーナーの指導の下、アーサー・ベニソン・ハブバックによって設計され、時にはアーサー・チャールズ・アルフレッド・ノーマンにもクレジットされた。

### セリ・ネガラ
セリ・ネガラ(マレー語で「美しい国」)は、1913年に海峡植民地知事の公式ゲストハウスとしてオープンしたとき、もともと知事公邸として知られていた。それは後に王の家として知られた。

## 歴史

### 植民地時代のマラヤ
スウェッテナムは建設中からカルコサに移り住んでおり、公式の新居祝いのパーティは1898年8月28日まで開催されなかった。第二次世界大戦中、大日本帝国陸軍のマラヤ占領政府の本部はカルコサ・セリ・ネガラにあった。
マレーシア憲法は1955年から1957年の間にセリ・ネガラで起草された。マラヤ連邦協定は1957年8月8日にキングスハウスで調印され[6]、同8月31日にイギリス高等弁務官によって譲渡され、マラヤ政府に返還された。その後、イスタナ・テタム(ゲストの宮殿)としてオープンし、1986年の女王エリザベス2世を含む多くの高官が訪れた。

### 独立後
1956年9月にマラヤの独立が間近に迫る中、マラヤのトゥンク・アブドゥル・ラーマン首相は、カルコサの遺言とその40エーカー (160,000 m2) の土地を贈答品として英国政府に贈呈した。カルコサはその後、独立後の一連の外交的英国高等弁務官の住居となった。
マハティール・ビン・モハマド、およびトゥン・ダイム・ザイヌディンらの活動を経て、1987年にカルコサの不動産の所有権はマレーシア政府に返還された。

### ホテル
返還後すぐに、マレーシア政府は、1989年にホテルをオープンし、カルコサとゲストズパレスはどちらもホテルとして機能し、後者はセリネガラと改名された。ホテルであった期間中、不動産のリースにより管理者が代替わりしている。2016年12月31日を最後に、ホテルは営業を終える。

### 博物館
2017年4月、アジア遺産博物館(AMH)は、2020年までカルコサ・セリ・ネガラを借りる3年間のリース契約を結んだ。しかし、2019年3月に予定されている引き渡しの1年以内に、AHMは連邦土地委員会によって何の説明もなく施設から追い出され、1ヶ月後に差し押さえの書類が送られた